# 大田棒球場
大田韓華生命保險鷹棒球場（韓語：대전한화생명이글스파크），舊名Hanbat綜合運動場棒球場（한밭종합운동장 야구장），是韓國的一座棒球場，位於大田廣域市中区，於1965年落成啟用，1982年至1984年為韓國職棒OB熊的主場、1986年起是韓國職棒韓華鷹的主場地。2015年韓華集團取得冠名權，以集團內的韓華生命保險將球場命名為「大田韓華生命保險鷹棒球場」。

## 註解
1. ↑  （Hanbat）為大田廣域市的古名，無相對應的漢字，固有詞的意思是「廣大的田地」
2. ↑  1986年至1993年名為「微笑鷹」，1994年更為現名「韓華鷹」

## 外部連結
- 大田棒球場在台灣棒球維基館上的頁面（繁體中文）